# Haus Carstanjen
Haus Carstanjen è un castello in riva al fiume Reno, nel quartiere di Plittersdorf, a Bad Godesberg, un distretto di Bonn, capitale della Repubblica Federale Tedesca dal 1949 al 1990.

## Storia

### Auerhof
Le prime notizie testimoniano di un allodio denominato «Auerhof» acquistato nel 1197 dall'abazia cistercense di Heisterbach.
Il nucleo della costruzione odierna risale al XVIII secolo.
Con la secolarizzazione dei beni ecclesiastici (1802) l'Auerhof divenne proprietà demaniale e il 24 febbraio 1807 fu acquistato dal banchiere renano Abraham Schaaffhausen.
In quanto tenuta agricola, l'Auerhof disponeva di vasti terreni, nel 1824 oltre 490 morgen, coltivati dai fittavoli. Il giardino della villa si estendeva su una superficie di 25 morgen e comprendeva frutteti e serre, realizzati su iniziativa di Schaaffhausen e di sua figlia Sibylle, impegnata con il proprio salotto letterario. Dopo la morte di Schaaffhausen, avvenuta nel 1824, la proprietà passò alla figlia Sibylle e al di lei marito Joseph Ludwig Mertens. In seguito alla morte del marito, avvenuta nel 1842, Sibylle dovette vendere l'Auerhof e la famiglia Solf divenne la nuova proprietaria nel 1847.

### Castello Carstanjen
Nel 1881 il banchiere Wilhelm Adolf von Carstanjen (1825-1900) acquistò la tenuta per farne la sua residenza estiva, che utilizzò solo per pochi anni e cedette ben presto a suo figlio Robert. Presumibilmente in connessione con la sua nomina nobiliare, trasformò la tenuta in un fedecommesso. 
Wilhelm Adolf von Carstanjen e suo figlio Robert fecero costruire il castello odierno al posto dell'edificio esistente attraverso diverse ristrutturazioni: rifacimento in stile neogotico su progetto degli architetti August Hartel (1844-1890) e Skjøld Neckelmann (1854-1903) nell'anno 1892; realizzazione di un nuovo essiccatoio (anno 1894); su progetto dell'architetto di Johannes Baptist Kleefisch (1862-1932) (anni 1895-1896) l'ampliamento del salone all'angolo sud-est con una torre cilindrica di cinque piani, l'ampliamento della cucina all'angolo sud-ovest, nonché la costruzione del Mausoleo di Carstanjen; ampliamento dell'edificio principale e costruzione della torre nord (anni 1906-1907); rifacimento della serra (1908); realizzazione un muro lungo 80 m per la coltivazione a palmetta (anno 1918).
Sotto la famiglia Carstanjen la proprietà servì nuovamente come villa rustica, fu continuamente ampliata con l'acquisizione di terreni e il fulcro dell'attività consisteva nella coltivazione di mele e prugne.
Dopo la ristrutturazione del 1907 l'edificio assunse l'aspetto di un castello e la tenuta una fattoria di 127 ettari. Robert von Carstanjen utilizzò la proprietà come residenza permanente negli ultimi anni della sua vita.
Dopo la morte di Robert von Carstanjen, la sua vedova vendette l'11 agosto 1941 Haus Carstanjen all'Amministrazione finanziaria del Terzo Reich per l'Esercito, e successivamente passò all'Accademia per insegnanti dell'esercito.

### Ministeri della Repubblica federale
Durante la Seconda guerra mondiale Haus Carstanjen rimase intatta e terminata la guerra fu confiscata dagli eserciti alleati. Quando Bonn fu designata come sede del governo della Repubblica Federale Tedesca, a metà novembre 1949 il Land della Renania Settentrionale-Vestfalia assegnò l'immobile al governo federale per ospitare il Ministero federale per gli affari del Piano Marshall (European Recovery Program). Dopo l'approvazione del Ministero federale delle finanze all'inizio di dicembre 1949, furono effettuati investimenti immediati per 200 000 marchi tedeschi e successivamente altri 311 000 marchi per ripristinare l'impianto idrico e l'impianto di riscaldamento dell'edificio.
Dal 1949 fino al suo scioglimento nel 1969, Haus Carstanjen è stata la sede del Ministero federale del tesoro (nelle sue varie denominazioni), e talvolta anche parte del Ministero federale per l'edilizia civile, lo sviluppo urbano e le costruzioni (con 120 dipendenti nel 1974) e sino al 1996 diversi dipartimenti del Ministero federale delle finanze, che dal 1969 ha sostituito il Ministero federale del tesoro.
Dopo la demolizione delle stalle e dei fienili con la serra, tra il 1967 e il 1970 venne eseguito l'ampliamento del Ministero federale del tesoro su progetto dell'architetto Manfred Adams come membro del gruppo di progettazione della Direzione federale delle costruzioni (in seguito gruppo di pianificazione Stieldorf) e con la consulenza dell'architetto Sep Ruf per un costo di circa 12,5 milioni di marchi fu costruito un ampliamento composto da quattro edifici.
Negli anni settanta la famiglia Carstanjen vendette i terreni al governo federale, alcune parti dei quali fanno parte del Rheinauenpark.

### Nazioni Unite a Bonn
Nel 1996 il governo federale tedesco mise l'intero complesso a disposizione delle Nazioni Unite, che avevano deciso di trasferire a Bonn la sede di alcune organizzazioni. L'allora segretario generale delle Nazioni Unite Boutros Boutros-Ghali inaugurò la nuova sede delle Nazioni Unite a Bonn il 20 giugno 1996.
I primi a trasferirsi, il 1º luglio 1996, sono stati i Volontari delle Nazioni Unite (UNV) e il Centro Informazioni Regionale delle Nazioni Unite per l'Europa occidentale (UNRIC), il 12 agosto il Segretariato della Convenzione quadro delle Nazioni Unite sui cambiamenti climatici (UNFCCC). Dal 5/6 dicembre 1996 il Segretariato della Convenzione sulla conservazione delle specie migratrici degli animali selvatici (CMS), conosciuta come Convenzione di Bonn, che aveva già la sede a Bonn.
Nel 1996 Haus Carstanjen ospitava circa 200 dipendenti delle Nazioni Unite.
Negli anni successivi altre organizzazioni delle Nazioni Unite si sono trasferite a Haus Carstanjen e il governo federale tedesco, nell'ambito della riorganizzazione dell'ex capitale, ha investito 7 milioni di euro per la ristrutturazione della stessa.
Nell'aprile del 2006 la maggior parte delle organizzazioni delle Nazioni Unite si sono trasferite nel grattacielo Langer Eugen e l'11 luglio 2006 il nuovo Campus delle Nazioni Unite è stato inaugurato dalla cancelliera Angela Merkel e dal segretario generale delle Nazioni Unite Kofi Annan. Inizialmente parte del Segretariato dell'UNFCCC è rimasto nell'Haus Carstanjen. Dal 2008 al 2011 vi sono stati eseguiti lavori di ristrutturazione e riconversione per un costo di 4,5 milioni di euro e nel 2010 è stata costruita una recinzione di sicurezza su richiesta del Dipartimento delle Nazioni Unite per la sicurezza e la protezione.
Il 1º gennaio 2016 nell'Haus Carstanjen ha iniziato a operare il Centro studi per lo Sviluppo sostenibile, che fa parte dello Staff College delle Nazioni Unite (UNSSC) con sede a Torino.
Con il completamento dei lavori della nuova Klimaturm (Torre del clima) di Bonn, avvenuto nel febbraio 2022, il Segretariato dell'UNFCCC si è trasferito da Haus Carstanjen nell'aprile 2022.
Con il definitivo trasferimento degli uffici al Campus delle Nazioni Unite, il quotidiano di Bonn General-Anzeiger segnalava che «il futuro utilizzo dell'edificio non è ancora chiaro».
Nel 2022 la Bundesanstalt für Immobilienaufgaben (Agenzia immobiliare federale), proprietaria dell'immobile, ha indetto una gara d'appalto per il rifacimento della facciata esterna e del tetto di Haus Carstanjen, da completare entro il 31 dicembre 2024.

## Architettura
Il castello, ricostruito nelle forme attuali alla fine del XIX secolo, è costituito da un edificio angolare di tre piani in stile neogotico, due torri circolari con tetto conico in ardesia grigia, bifore e gallerie a colonne.
L'ampliamento, avvenuto tra il 1967 e il 1970, è costituito da due edifici rettangolari a tre piani, un edificio di sette piani e un edificio adibito a mensa. Quest'ultimo è collegato all'edificio più alto e all'edificio storico tramite passerelle. I nuovi edifici per uffici sono costruiti in cemento armato, anteriormente hanno cornici in acciaio e tubi verticali per la protezione dai raggi solari.

## Parco Carstanjen
Il parco, situato a sud della Haus Carstanjen, copre un'area di circa 27000 m² ed è aperto al pubblico. Il parco è caratterizzato da alberi di varie specie e in parte molto antichi. Poiché nel 2020 sono stati abbattuti numerosi alberi, i residenti si sono riuniti in un'iniziativa, «Baumwächter» (le sentinelle degli alberi), che sostiene la conservazione delle specie arboree (contro il cambiamento climatico) e l'adeguata sostituzione degli alberi abbattuti.

## Mausoleo Carstanjen

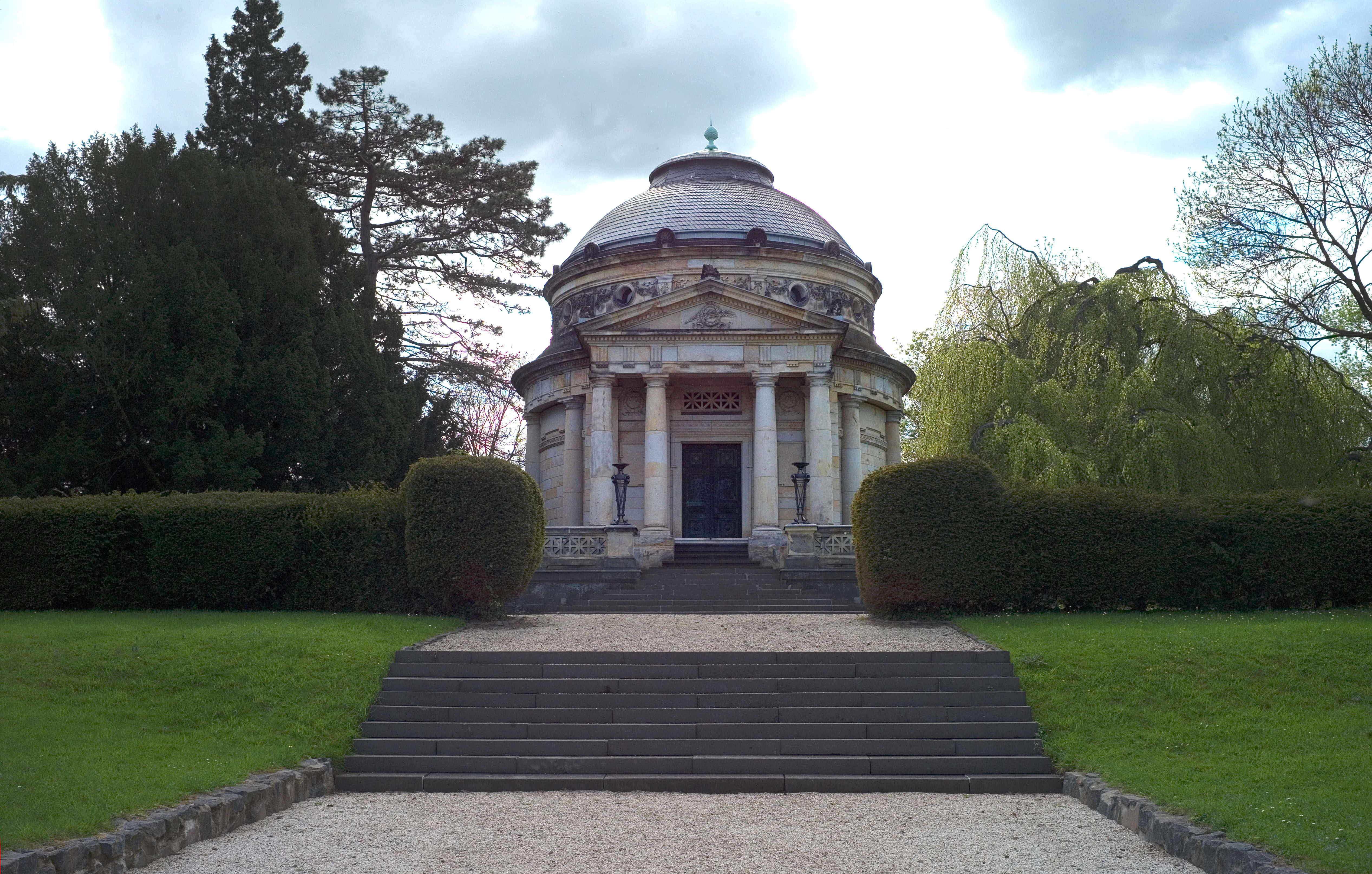
Mausoleo

A sud della Haus Carstanjen, di fronte al fiume Reno, si trova il mausoleo della famiglia Carstanjen. Ha la forma di una grande rotonda, simile ad un piccolo pantheon nello stile dell'antica Roma, con portico, copertura a cupola e ricca decorazione interna ed esterna.
Wilhelm Adolf von Carstanjen fece costruire il mausoleo nel 1895/96 come luogo di sepoltura per sé e i suoi familiari, su progetto dell'architetto Johannes Kleefisch, ed è stato il primo ad essere sepolto nel mausoleo († 24 giugno 1900). Cinque anni dopo vi è stata sepolta sua moglie, Adele vom Rath (1834-1905), i figli Moritz (1860-1916) e Robert (1866-1940) e nel 1980 la nipote Gisela Freifrau von Rheinbaben, nata von Carstanjen (n. 1892). Martin von Carstanjen (1925-2005), figlio di terzo letto di Robert, è stato l'ultimo membro della famiglia ad esservi sepolto nel 2005.
Con la morte di Martin, ultimo dei von Carstanjen, avvenuta nel 2005, il mausoleo è stato ceduto alla fondazione «Bürgerstiftung Rheinviertel» di Bonn che, dopo la ristrutturazione costata 200 000 euro, ne ha affidato la gestione nel 2007 alla parrocchia cattolica di Sant'Andrea e Sant'Ebregisilo che lo gestisce come luogo di sepoltura per un massimo di 3.000 urne nella cripta.